# Sunshine (album de S Club 7)
Pour les articles homonymes, voir Sunshine.
Sunshine est le titre du 3e album sorti par le S Club 7. Il est sorti le 26 novembre 2001 au Royaume-Uni. I a été réalisé par la maison de disques Polydor est a atteint le 3e position au Top-40 au Royaume-Uni où il a été certifié double platine (+ de 600 000 albums vendus). Bradley McIntosh y a composé quelques chansons.

## Liste des chansons
| No  | Titre                                                      | Durée |
| --- | ---------------------------------------------------------- | ----- |
| 1.  | Don't Stop Movin'                                          |       |
| 2.  | Show Me Your Colours                                       |       |
| 3.  | You                                                        |       |
| 4.  | Have You Ever                                              |       |
| 5.  | Good Times                                                 |       |
| 6.  | Boy Like You                                               |       |
| 7.  | Sunshine                                                   |       |
| 8.  | Dance, Dance, Dance                                        |       |
| 9.  | It's Alright                                               |       |
| 10. | Stronger                                                   |       |
| 11. | Right Guy                                                  |       |
| 12. | Summertime Feeling                                         |       |
| 13. | I Will Find You                                            |       |
| 14. | Never Had a Dream Come True                                |       |
| 15. | Don't Stop Movin' (Mix)                                    |       |
| 16. | Never Had a Dream Come True (version vidéo sur ordinateur) |       |